# Djelem, djelem

Djelem, djelem est l'hymne de la communauté rom. Il a été adopté lors du 1er Congrès international rom qui s'est tenu du 8 au 12 avril 1971 à Londres.
Les paroles sont l’œuvre du musicien et compositeur rom Žarko Jovanović.

## Versions
Le titre de cette chanson (traduisible par : « Je suis parti, Je suis parti ») peut s'orthographier de différentes manières, telles que Gyelem, Gyelem, Đelem, Đelem, Dželem, Dželem, Gelem, Gelem, Ђелем, Ђелем,  Ѓелем, Ѓелем,Џелем, Џелем, ou encore Джелем, джелем.
La chanson est également connue sous d'autres noms, tels que Opré Roma (Debout, Rom) et Romale Shavale ou Romale Chavale (Jeunesse romani).
Elle a été interprétée par de nombreux musiciens issus de la communauté rom — dont Šaban Bajramović, Sofi Marinova et Esma Redžepova — mais également par des artistes de toutes nationalités tels que le groupe belge Vaya Con Dios qui a réalisé une adaptation de cette chanson en français, sous le titre Je l'aime, je l'aime, en 2004 sur l'album The promise. Elle figure également sur l'album Havana Night Sessions at Abadala Studios par The Gypsy Cuban Project sorti en 2016.